# Electric Slide
Pour plus de détails, voir Fiche technique et Distribution.
Electric Slide est un drame biographique américano-canadien écrit et réalisé par Tristan Patterson et sorti en 2014.

## Synopsis
Dans les années 1980 à Los Angeles, Eddie Dodson (Sturgess), un voleur de banques, fraye avec le tout-Hollywood... 

## Fiche technique
- Titre original : Electric Slide
- Titre français :
- Titre québécois :
- Réalisation : Tristan Patterson
- Scénario : Tristan Patterson d'après The Yankee Bandit: The Life and Times of Eddie Dodson, World's Great Bank Robber de Timothy Ford
- Décors : Michael Grasley
- Direction artistique : Michael Hersey
- Costumes : Jennifer Johnson
- Montage : John Paul Horstmann
- Musique : Kevin Haskins
- Photographie : Darran Tiernan
- Son :
- Production : Kirk D'Amico, Lorenzo di Bonaventura et Christine Vachon
- Sociétés de production : Di Bonaventura Pictures, Killer Films, Media House Capital et Myriad Pictures
- Sociétés de distribution :
- Pays de production :  États-Unis,  Canada
- Budget :
- Langue : Anglais
- Durée : 95 minutes
- Format : Couleurs - 35 mm - 2.35:1 -  Son Dolby numérique
- Genre : Drame et biopic
- Date de sortie
  - États-Unis : 22 avril 2014 (festival du film de Tribeca 2014)

## Distribution
- Jim Sturgess : Eddie Dodson
- Chloë Sevigny : Charlotte
- Patricia Arquette	: Tina
- Isabel Lucas : Pauline
- Susan Park : Marilyn D
- Christophe Lambert : Roy Fortune
- James Ransone : Jan Phillips
- Megalyn Echikunwoke : Jean